# Пеннекен, Жюль
Жюль Шарль Пеннекен (фр. Jules Charles Pennequin; 1 октября 1864, Турне — 9 октября 1914, Ла-Юм, ныне в составе коммуны Гюжан-Местрас) — французский скрипач и музыкальный педагог бельгийского происхождения.
С 1893 г. играл в Оркестре Колонна, в том же году организовал струнный квартет. Концертировал и как солист — так, Андре Мессаже в письме Камилю Сен-Сансу (23.03.1892) высоко оценивал исполнение Пеннекеном сен-сансовского Романса Op. 48. В 1894—1898 гг. первая скрипка в Опера-комик. Выступал также как ансамблист, в том числе в составе фортепианного трио с Андре Блохом и Луи Аббиате (1900—1901).
В 1901—1911 гг. руководил оркестром Общества Святой Цецилии в Бордо и консерваторией Бордо, среди его учеников, в частности, Жюльен Фернан Вобургуэн. В 1911 г. по состоянию здоровья вышел в отставку.
Опубликовал «Школу игры на скрипке» (1900) и учебник сольфеджио (1906), балет «Флейта Пана» (1909), ряд камерных и вокальных сочинений, из которых Концертный этюд для трубы и фортепиано сохраняется в учебном материале трубачей.
Дочь, Эмма Пеннекен (1888—?) — пианистка, профессор консерваторий в Бурже и Ренне.